# Musalewka (Kursk)
Musalewka (russisch Музалевка) ist ein Dorf (selo) in der Oblast Kursk in Russland. Es gehört zum Rajon Fatesch und zur Landgemeinde (selskoje posselenije) Baninski selsowjet.

## Geographie
Der Ort liegt gut 54 km Luftlinie nordwestlich des Oblastverwaltungszentrums Kursk im südwestlichen Teil der Mittelrussischen Platte, 9 km nordöstlich des Rajonverwaltungszentrums Fatesch, 6 km vom Sitz des Dorfsowjet – Tschermoschnoi, 107 km von der Grenze zwischen Russland und der Ukraine, im Becken des Rschawez (Nebenfluss der Krasawka im Becken der Swapa).

### Klima
Das Klima im Ort ist wie im Rest des Rajons kalt und gemäßigt. Es gibt während des Jahres eine erhebliche Niederschlagsmenge. Dfb lautet die Klassifikation des Klimas nach Köppen und Geiger.

## Bevölkerungsentwicklung
| Jahr | Einwohner |
| ---- | --------- |
| 2002 | 53        |
| 2010 | 46        |

Anmerkung: Volkszählungsdaten

## Verkehr
Musalewka liegt 2,5 km von der Fernstraße föderaler Bedeutung M2 „Krim“ als Teil der Europastraße E105, 5,5 km von der Straße regionaler Bedeutung 38K-002 (Werchni Ljubasch – Ponyri), 1 km von der Straße interkommunaler Bedeutung 38N-252 (M2 „Krim“ – Sotnikowo) und 27,5 km vom nächsten Bahnhof Wosy (Eisenbahnstrecke Orjol – Kursk) entfernt.
Der Ort liegt 177 km vom internationalen Flughafen von Belgorod entfernt.